# Rejon kormański
Rejon kormański (biał. Кармянскі раён) – rejon w południowo-wschodniej Białorusi, w obwodzie homelskim.

## Historia
Rejon kormański powstał w 1924 na terenach dotychczas wchodzących w skład powiatu rohaczewskiego (niewielka część na północy rejonu należała poprzednio do powiatu bychowskiego). Od 15 sierpnia 1941 do 25 listopada 1943 był pod okupacją niemiecką. Rejon kormański zniesiono w 1962, jednak już w 1966 został przywrócony.
Rejon mocno ucierpiał 26 kwietnia 1986 w wyniku katastrofy w Czarnobylskiej Elektrowni Jądrowej. Z powodu skażenia w rejonie kormańskim całkowicie wysiedlono 29 miejscowości (spowodowało to likwidację 2 sielsowietów) oraz wyłączono z użytkowania 16 800 ha gruntów rolnych.

## Podział administracyjny
W skład rejonu wchodzą osiedle typu miejskiego Korma oraz 8 następujących sielsowietów:
- Barawaja Buda
- Barsuki
- Kamienka
- Karoćki
- Licwinawiczy
- Łużok
- Starahrad
- Wornauka.